# Jerzy Bobotek
Jerzy Gabriel Bobotek (ur. 30 maja 1897 w Zawierciu, zm. 1983 w Chicago) – polski działacz niepodległościowy, inżynier mierniczy, kapitan geograf rezerwy Wojska Polskiego, kawaler Orderu Virtuti Militari.

## Życiorys
Urodził się 30 maja 1897 w Zawierciu, w ówczesnym powiecie będzińskim guberni piotrkowskiej, w rodzinie Jana i Elżbiety z Jabłczyńskich. Był młodszym bratem żołnierzy Legionów Polskich, odznaczonych pośmiertnie Krzyżem Niepodległości: Kazimierza (1889–po 1916) i Stanisława (1895–1917). Początkowo uczył się w progimnazjum filologicznym w rodzinnej miejscowości. Naukę w klasie piątej rozpoczął w gimnazjum Gustawa Kośmińskiego w Częstochowie, a ukończył w c. k. II Szkole Realnej w Krakowie.
21 marca 1915 jako uczeń VI klasy wstąpił do Legionów Polskich. Walczył w szeregach 2. kompanii 4 pułku piechoty. Wyróżnił się 31 lipca 1915 w bitwie pod Jastkowem i 5 października tego roku pod Koszyszczami za co został dwukrotnie odznaczony austriackim Brązowym Medalem Waleczności, a w Niepodległej Polsce – Orderem Virtuti Militari. 4 kwietnia 1917 został wymieniony we wniosku o odznaczenie austriackim Krzyżem Wojskowym Karola. Po kryzysie przysięgowym (lipiec 1917) został internowany w obozie w Szczypiornie. Po zwolnieniu z internowania pracował w majątku Makowiska, w charakterze praktykanta rolnego. W 1918 rozpoczął studia na Wydziale Budowy Maszyn Politechniki Lwowskiej.
28 lutego 1919 wstąpił do Wojska Polskiego. Walczył w szeregach I batalionu 4 pułku piechoty Legionów, początkowo jako dowódca plutonu, a następnie kompanii. 14 kwietnia 1919 jako podoficer byłych Legionów Polskich został mianowany z dniem 1 kwietnia 1919 podporucznikiem w piechocie. 9 sierpnia 1920 został ranny. Po zakończeniu leczenia szpitalnego został przydzielony do batalionu zapasowego 4 pp Leg. 21 grudnia 1920 został zatwierdzony z dniem 1 kwietnia 1920 w stopniu porucznika, w piechocie, w grupie oficerów byłych Legionów Polskich. 1 czerwca 1921 był przydzielony z macierzystego pułku do Dowództwa 2 Dywizji Legionów. Później został dowódcą kolumny osadniczej pułku w powiecie grodzieńskim. 25 kwietnia 1922 został zdemobilizowany i przydzielony w rezerwie do 4 pp Leg. w garnizonie Kielce. 8 stycznia 1924 został zatwierdzony w stopniu porucznika ze starszeństwem z 1 czerwca 1919 i 3220. lokatą w korpusie oficerów rezerwy piechoty. Posiadał wówczas przydział w rezerwie do 78 pułku piechoty w Baranowiczach. Później, w tym samym stopniu i starszeństwie, został przeniesiony do korpusu oficerów intendentów.
Po zwolnieniu z wojska zamieszkał w Wilanowie, gdzie w ramach osadnictwa wojskowego otrzymał działkę o powierzchni 22,5 ha. Po dwóch latach odpoczynku zdecydował się kontynuować studia na Wydziale Inżynierii Lądowej i Wodnej Politechniki Lwowskiej (Oddział Mierniczy). 7 czerwca 1932 otrzymał tytuł inżyniera mierniczego. Na początku lat 30. XX w. mieszkał w Warszawie przy ul. Agrykola 16, a później przy ul. Zakrzewskiej 8 m. 35. 1 kwietnia 1933 został zatrudniony w Wojskowym Instytucie Geograficznym, w charakterze pracownika kontraktowego. Działał społecznie w Kole Czwartaków Związku Legionistów Polskich i Związku Osadników. Na stopień kapitana rezerwy został awansowany ze starszeństwem z 1 stycznia 1936 i 1. lokatą w korpusie oficerów geografów.
Od 15 września 1939 służył w Oddziale Służby Geograficznej przy Dowództwie Grupy Obrony Lwowa na stanowisku triangulatora.
Zmarł w 1983 w Chicago.
5 sierpnia 1925 w Stanisławowie ożenił się z Heleną Nowosielską (1899–1986), z którą miał dwóch synów: Henryka Marię (ur. 1927) i Władysława Jerzego (ur. 1929).

## Ordery i odznaczenia
- Krzyż Srebrny Orderu Wojskowego Virtuti Militari nr 6230 – 17 maja 1922[20][21][22]
- Krzyż Niepodległości – 16 marca 1937 „za pracę w dziele odzyskania niepodległości”[5]
- Krzyż Walecznych trzykrotnie[1] (po raz drugi i trzeci 20 czerwca 1923 „za czyny orężne w bojach byłego 4 pp Leg.”[23])
- Brązowy Medal Waleczności dwukrotnie[1]